# الحزب الشيوعي التشيكوسلوفاكي
الحزب الشيوعي التشيكوسلوفاكي هو حزب سياسي شيوعي وماركسي لينيني في تشيكوسلوفاكيا قام بين عام 1921 إلى عام 1992. تم حله بعد قيام الجمهورية التشيكية في عام 1993.